# Бесконечно делимое распределение
Бесконе́чно дели́мое распределе́ние в теории вероятностей — распределение случайной величины такой, что она может быть представлена в виде произвольного количества независимых, одинаково распределённых слагаемых.

## Определение
Случайная величина {\displaystyle Y} называется бесконечно делимой, если для любого {\displaystyle n\in \mathbb {N} } она может быть представлена в виде
{\displaystyle Y=\sum \limits _{i=1}^{n}X_{i}^{(n)}},
где  {\displaystyle \left\{X_{i}^{(n)}\right\}_{i=1}^{n}} — независимые, одинаково распределённые случайные величины.

## Свойства бесконечно делимых распределений
- Характеристическая функция {\displaystyle \phi _{Y}(t)} бесконечно делимой случайной величины {\displaystyle Y} имеет вид:

{\displaystyle \phi _{Y}(t)=\phi _{X^{(n)}}^{n}(t)}.
- Характеристическая функция бесконечно делимого распределения не обращается в нуль.
- Функция распределения суммы независимых случайных величин, имеющих бесконечно делимые функции распределения, также бесконечно делима.
- Функция распределения, предельная для последовательности бесконечно делимых функций распределения, является бесконечно делимой.

## Канонические представления бесконечно делимых распределений

### Теорема Колмогорова
Для того, чтобы функция распределения {\displaystyle \Phi (x)} c конечной дисперсией была бесконечно делимой, необходимо и достаточно, чтобы логарифм её характеристической функции {\displaystyle \phi (t)} имел вид: 
{\displaystyle \ln \phi (t)=i\gamma t+\int \limits _{-\infty }^{\infty }{\frac {e^{itx}-1-itx}{x^{2}}}dG(x)},
где {\displaystyle \gamma } — вещественная постоянная, 
а {\displaystyle G(x)} — неубывающая функция ограниченной вариации, интеграл понимается в смысле Лебега — Стилтьеса.

### Формула Леви — Хинчина
Пусть {\displaystyle \phi (t)} — характеристическая функция бесконечно делимого распределения на {\displaystyle \mathbb {R} }. Тогда существует неубывающая функция ограниченной вариации {\displaystyle G:\mathbb {R} \to \mathbb {R} }, такая что 
{\displaystyle \ln \phi (t)=i\delta t+\int \limits _{-\infty }^{\infty }\left(e^{itu}-1-{\frac {itu}{1+u^{2}}}\right)\left({\frac {1+u^{2}}{u^{2}}}\right)dG(u)}

## Примеры
- Следующие распределения бесконечно делимы: распределение Коши, распределение Пуассона, нормальное распределение, гамма-распределение.

- Пусть задано вероятностное пространство {\displaystyle (\mathbb {N} ,2^{\mathbb {N} },m)}, где

{\displaystyle m(n)={\frac {\lambda ^{n}}{n!}}e^{-\lambda }}
для некоторого {\displaystyle \lambda >0}. Тогда случайная величина {\displaystyle X:\mathbb {N} \to \mathbb {R} }, имеющая вид 
{\displaystyle X(n)=n,\quad n\in \mathbb {N} }
не является бесконечно делимой.

## Бесконечно делимое распределение на локально компактных абелевых группах
Распределение {\displaystyle \mu } на локально компактной абелевой группе {\displaystyle X} называется бесконечно делимым, если для каждого натурального {\displaystyle n} существует элемент {\displaystyle x_{n}\in X} и распределение {\displaystyle \mu _{n}} на {\displaystyle X} такой, что {\displaystyle \mu =\mu _{n}^{*n}*E_{x_{n}}}, где {\displaystyle E_{x_{n}}} - вырожденное распределение, сосредоточенное в {\displaystyle x_{n}} (см. , ).
Примерами бесконечно делимых распределений на локально компактных абелевых группах являются вырожденные распределения, сдвиги распределений Хаара компактных подгрупп, обобщенные распределения Пуассона.